# Cazaux (Ariège)
Cazaux ist eine französische Gemeinde mit 45 Einwohnern (Stand: 1. Januar 2022) im Département Ariège in der Region Okzitanien. Sie gehört zum Arrondissement Foix und ist Mitglied im Gemeindeverband L’Agglo Foix-Varilhes. Die Bewohner werden Cazausois und Cazausoises genannt.

## Geografie

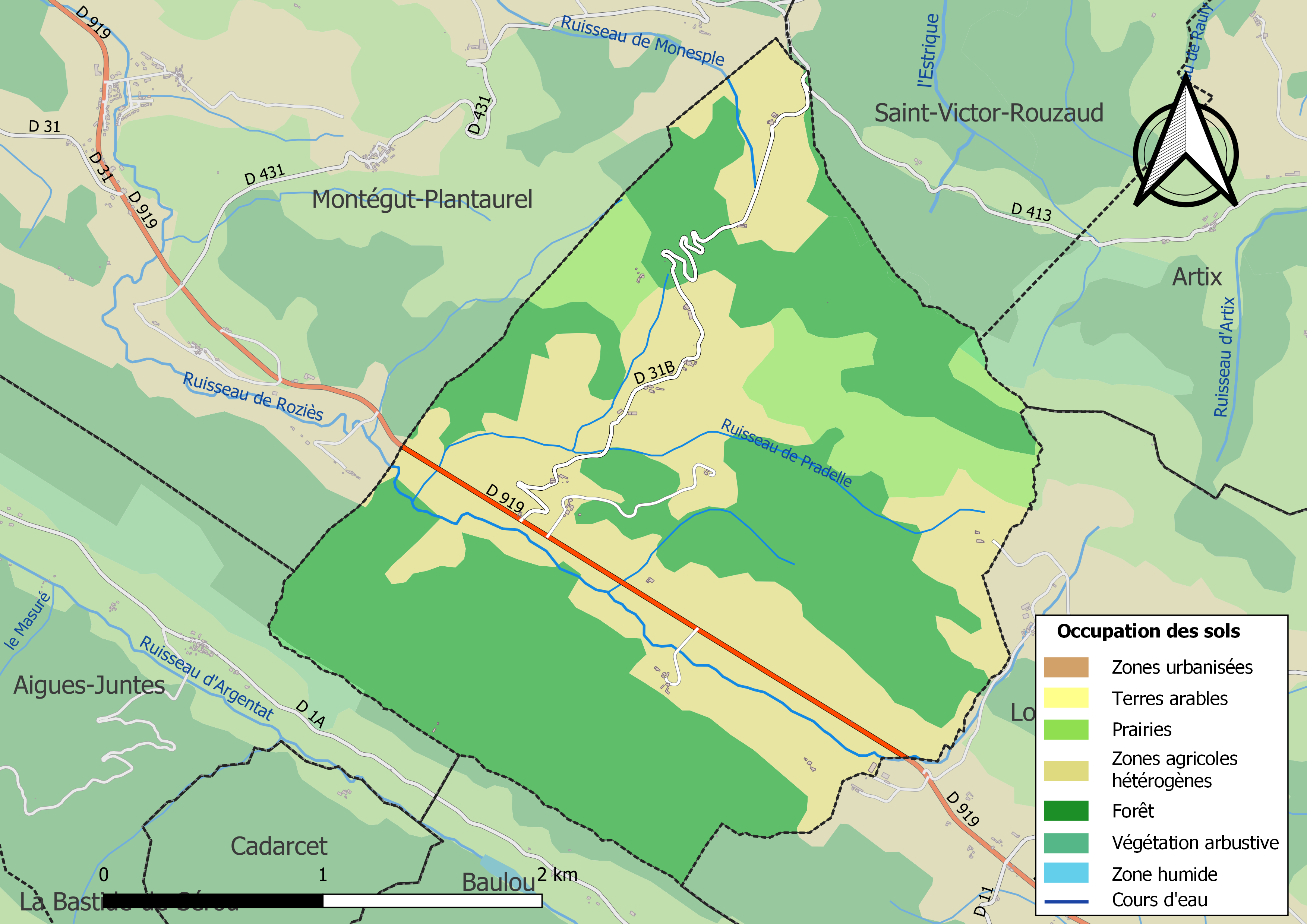
Bodennutzung und Infrastruktur der Gemeinde

Die Gemeinde ist historisch und kulturell Teil des Pays de Foix und liegt etwa 12 Kilometer nordnordwestlich von Foix im zentralen Teil des Plantaurel-Massivs. Cazaux befindet sich im Einzugsgebiet der Garonne und wird vom Ruisseau de Monesple, vom Ruisseau de Roziès und anderen kleineren Bächen entwässert. Das Gemeindegebiet ist Teil des Regionalen Naturpark Pyrénées Ariégeoises und von zwei ZNIEFF-Naturgebieten. Über die Hälfte der Fläche der Gemeinde ist bewaldet, knapp eine Hälfte wird landwirtschaftlich genutzt.
Nachbargemeinden sind Montégut-Plantaurel im Nordwesten, Saint-Victor-Rouzaud im Norden, Artix im Nordosten, Loubens im Osten, Baulou im Süden und Aigues-Juntes im Westen.

## Bevölkerungsentwicklung
| Cazaux: Einwohnerzahlen von 1793 bis 2021                                                                                  | Cazaux: Einwohnerzahlen von 1793 bis 2021 | Cazaux: Einwohnerzahlen von 1793 bis 2021 | Cazaux: Einwohnerzahlen von 1793 bis 2021 | Cazaux: Einwohnerzahlen von 1793 bis 2021 |
| --- | ----------------------------------------- | ----------------------------------------- | ----------------------------------------- | ----------------------------------------- |
| Jahr |                                           |                                           |                                           | Einwohner                                 |
| 1793 | 1793                                      |                                           | 161                                       | 161                                       |
| 1800 | 1800                                      |                                           | 164                                       | 164                                       |
| 1806 | 1806                                      |                                           | 92                                        | 92                                        |
| 1821 | 1821                                      |                                           | 191                                       | 191                                       |
| 1831 | 1831                                      |                                           | 183                                       | 183                                       |
| 1836 | 1836                                      |                                           | 211                                       | 211                                       |
| 1841 | 1841                                      |                                           | 200                                       | 200                                       |
| 1846 | 1846                                      |                                           | 161                                       | 161                                       |
| 1851 | 1851                                      |                                           | 186                                       | 186                                       |
| 1856 | 1856                                      |                                           | 187                                       | 187                                       |
| 1861 | 1861                                      |                                           | 204                                       | 204                                       |
| 1866 | 1866                                      |                                           | 180                                       | 180                                       |
| 1872 | 1872                                      |                                           | 195                                       | 195                                       |
| 1876 | 1876                                      |                                           | 193                                       | 193                                       |
| 1881 | 1881                                      |                                           | 195                                       | 195                                       |
| 1886 | 1886                                      |                                           | 201                                       | 201                                       |
| 1891 | 1891                                      |                                           | 181                                       | 181                                       |
| 1896 | 1896                                      |                                           | 177                                       | 177                                       |
| 1901 | 1901                                      |                                           | 131                                       | 131                                       |
| 1906 | 1906                                      |                                           | 134                                       | 134                                       |
| 1911 | 1911                                      |                                           | 128                                       | 128                                       |
| 1921 | 1921                                      |                                           | 93                                        | 93                                        |
| 1926 | 1926                                      |                                           | 89                                        | 89                                        |
| 1931 | 1931                                      |                                           | 77                                        | 77                                        |
| 1936 | 1936                                      |                                           | 74                                        | 74                                        |
| 1946 | 1946                                      |                                           | 85                                        | 85                                        |
| 1954 | 1954                                      |                                           | 67                                        | 67                                        |
| 1962 | 1962                                      |                                           | 58                                        | 58                                        |
| 1968 | 1968                                      |                                           | 53                                        | 53                                        |
| 1975 | 1975                                      |                                           | 36                                        | 36                                        |
| 1982 | 1982                                      |                                           | 26                                        | 26                                        |
| 1990 | 1990                                      |                                           | 28                                        | 28                                        |
| 1999 | 1999                                      |                                           | 44                                        | 44                                        |
| 2006 | 2006                                      |                                           | 45                                        | 45                                        |
| 2013 | 2013                                      |                                           | 47                                        | 47                                        |
| 2021 | 2021                                      |                                           | 41                                        | 41                                        |
| Quelle(n): EHESS/Cassini bis 1999, INSEE ab 2006 Anmerkung(en): Ab 1962 offizielle Zahlen ohne Einwohner mit Zweitwohnsitz |                                           |                                           |                                           |                                           |

## Sehenswürdigkeiten
- Kirche Saint-Pierre-aux-Liens

## Verkehr
Die Departementsstraße 919 durchquert das Gemeindegebiet und verbindet es mit Toulouse über Montégut-Plantaurel im Nordwesten und mit Foix über Loubens im Südosten.